# تلیس
تلیس (به کردی: ته‌لیس) از منسوجات سنتی کهن عشایر کرد است که همچون گلیم بافته می‌شود و به عنوان جوال مورد استفاده قرار می‌گیرد. تلیس مرحلهٔ تکامل‌یافته‌ای از بافت گلیم نقش‌برجسته را نشان می‌دهد.

## نحوهٔ بافتن
تلیس با دار عمودی و به‌ صورت راه‌راه بافته می‌شود. قسمت جلوی تلیس به منظور زیبایی و نیز قسمتی که تماس بیشتری با زمین دارد، به خاطر دوام بیشتر، به‌صورت پرزدار و به روش بافت فرش بافته می‌شود، در حالی که مابقی به صورت گلیم است. به همین دلیل تلیس را ترکیبی از فرش و گلیم دانسته‌اند.
نوع بافت تلیس با بافت گلیم نقش‌برجسته ارتباط نزدیکی دارد. می‌توان گفت بافت تلیس از گلیم‌فرش تکامل‌یافته‌تر بوده و کاربرد پیشرفته‌تری را نشان می‌دهد.

## جنس نخ
مواد اولیه برای بافت تلیس موی بز و پشم گوسفند است.

## ویژگی‌های ظاهری
بر روی درب تلیس قفل و بند قرار داده می‌شود. معمولاً از رنگ‌های گرم در مایه‌های قرمز، نارنجی و مشکی در بافت آن استفاده می‌شود. همچنین چهار منگوله در چهار گوشه‌ی تلیس به منظور تزئین افزوده می‌شود. گاه برای زیبایی بیشتر به درب تلیس خرمهره‌هایی نصب می‌شود.

## کاربرد
تلیس همجون جوال دوخته می‌شود و در گذشته از آن برای قرار دادن جای وسایل غذاخوردن مانند قاشق، کارد و دیگر وسایل آشپزخانه استفاده می‌شد. همچنین از تلیس برای جای لباس، خوراکی‌های خشک شده، جای قند و چای استفاده می‌شود.